# Ullensvangs kyrka
Ullensvangs kyrka (bokmål: Ullensvang kirke, nynorska: Ullensvang kyrkje) är en kyrkobyggnad byggd runt 1300 i Ullensvangs kommun i Vestland fylke i västra Norge. Kyrkan är byggd i sten och tegel och har 450 platser. Den byggdes runt 1300 och stilen är gotisk.
Kyrkan restaurerades 1884-86 och 1958. Arkitekten vid restaureringen 1958 var Arnstein Arneberg.